# Túquerres
Túquerres est une municipalité située dans le département de Nariño en Colombie.

## Toponymie
La municipalité a jadis aussi été appelée Taquerres, signifiant terre fertile. Túquerres serait le nom d'un cacique local.

## Histoire
Túquerres aurait été fondée en 1541 par Miguel Muñoz, arrivé dans la région avec Sebastián de Belalcázar. D'autres hypothèses situent la fondation du peuplement en 1447 par le cacique Túquerres, ou par des religieux en 1536.

## Démographie
Selon les données récoltées par le DANE lors du recensement de la population colombienne en 2005, Túquerres compte une population de 41 205 habitants.

## Culture locale et patrimoine

### Personnalités liées à la municipalité
- Darwin Atapuma (1988-) : coureur cycliste né à Túquerres.
- Alex Atapuma, : né à Túquerres ancien coureur cycliste colombien, devenu directeur sportif.
- Darwin Pantoja (1990-) : coureur cycliste né à Túquerres.
- Luciano Mora Osejo : Mathématicien né en 1928 à Túquerres.

## Liste des maires
- 2020 - 2023 : Juan Fernando López Meneses